# Atimura nilghirica
Atimura nilghirica là một loài bọ cánh cứng trong họ Cerambycidae.